# Angela Kennedy
Angela Kennedy (n. 28 februarie 1976, Nambour⁠(d), Queensland, Australia) este o înotătoare australiană, medaliată olimpică. A participat la o ediție a Jocurilor Olimpice (1996) în care a câștigat două medalii de argint.